# Тихонович, Милан
Милан Тихонович (латыш. Milāns Tihonovičs; родился 30 декабря 2005, Латвия) — латвийский футболист, полузащитник клуба «Даугавпилс».

## Карьера
Воспитанник футбольного клуба «Даугавпилс». В 2021 году в возрасте 15 лет дебютировал за основную команду 6 ноября 2021 года в матче против РФС. С марта 2022 года перешёл в основную команду на постоянной основе. В новом сезоне свой первый матч сыграл 19 марта 2022 года против РФС, выйдя на замену на 59 минуте.

## Сборная
В 2019 году выступал в юношеской сборной Латвии до 15 лет. Дебютировал за сборную 29 сентября 2019 года в матче против сверстников из Сан-Марино.
В 2021 году был вызван в юношескую сборную Латвии до 17 лет. Дебютировал за сборную 2 июля 2021 года в товарищеском матче против Эстонии. В сентябре 2021 года был включён в состав сборной на квалификационные матчи на юношеский чемпионат Европы до 17 лет.